# Zöld-foki köztársasági férfi kézilabda-válogatott
A Zöld-foki köztársasági férfi kézilabda-válogatott a Zöld-foki Köztársaság nemzeti csapata, amelyet a Zöld-foki köztársasági Kézilabda-szövetség (portugálul Federação Cabo-verdiana de Andebol) irányít.
A Zöld-foki Köztársaság kvalifikálta magát a 2021-es világbajnokságra, miután az afrikai bajnokságon való első részvétele során ötödik helyezést ért el. De vissza kellett lépniük a versenytől, tekintettel arra, hogy számos játékos megfertőződött a COVID-19 járványban, így nem tudták kiállítani a minimális számú játékost. A csapat kijutott a 2023-as világbajnokságra, miután az afrikai torna negyeddöntőjében legyőzte Angolát.

## Eredmények

### Világbajnokság
- 2021 – 32. hely[3][4]
- 2023 – 23. hely
- 2025 – 23. hely

### Afrikai nemzetek-bajnoksága
- 2020 – 5. hely
- 2022 – 2. hely
- 2024 – 4. hely

## Jelenlegi keret
A 2025-ös világbajnokságra nevezett keret.
| No. | Poszt | Név                | Születési dátum (életkor)      | Magasság | Vál. | Gólok | Klub                           |
| --- | ----- | ------------------ | ------------------------------ | -------- | ---- | ----- | ------------------------------ |
| 1   | GK    | Élcio Fernandes    | 1996. szeptember 23. (28 éves) | 1.96 m   | 16   | 0     | CB Burgos                      |
| 2   | RB    | Edmilson García    | 1998. július 27. (27 éves)     | 1.85 m   | 0    | 0     | Associação Artistica de Avanca |
| 3   | LB    | Délcio Pina        | 1992. március 27. (33 éves)    | 1.98 m   | 40   | 31    | Madeira Andebol SAD            |
| 4   | P     | Ivo Santos         | 1992. április 28. (33 éves)    | 2.00 m   | 28   | 1     | Bergischer HC                  |
| 5   | LB    | Edmilson Araújo    | 1994. január 6. (31 éves)      | 1.87 m   | 6    | 12    | Istres Provence Handball       |
| 6   | CB    | Leandro Semedo     | 1994. december 24. (30 éves)   | 1.94 m   | 47   | 19    | Kuwait SC                      |
| 8   | RB    | Hafsteinn Ramos    | 2000. február 29. (25 éves)    | 1.90 m   | 0    | 0     | Íþróttafélagið Grótta          |
| 10  | RB    | Bruno Landim       | 1993. április 6. (32 éves)     | 1.93 m   | 24   | 24    | Al-Taraji Club                 |
| 11  | RW    | Admilson Furtado   | 1995. szeptember 30. (29 éves) | 1.77 m   | 22   | 18    | Knattspyrnufélagið Hörður      |
| 12  | GK    | Edmilson Gonçalves | 1993. december 26. (31 éves)   | 1.89 m   | 13   | 1     | Boa-Hora                       |
| 13  | P     | Paulo Moreno       | 1992. május 8. (33 éves)       | 1.97 m   | 10   | 28    | C' Chartres Métropole Handball |
| 14  | LW    | Alexandre Pereira  | 1994. július 1. (31 éves)      | 1.86 m   | 20   | 2     | C.F. Os Belenenses             |
| 15  | LW    | Gilson Correia     | 1995. április 23. (30 éves)    | 1.75 m   | 13   | 1     | CHEV Diekirch                  |
| 16  | GK    | Bruno Fernandes    | 2001. szeptember 20. (23 éves) | 1.92 m   | 3    | 0     | IFC Torrense                   |
| 17  | RB    | Rafael Andrade     | 1996. március 1. (29 éves)     | 1.96 m   | 34   | 0     | Vitória                        |
| 44  | CB    | Gualther Furtado   | 1995. február 6. (30 éves)     | 1.85 m   | 31   | 21    | Club Cisne de Balonmano        |
| 48  | RW    | Malvino Varela     | 2003. január 20. (22 éves)     | 1.77 m   | 0    | 0     | Girassol                       |
| 55  | CB    | Isaías Sousa       | 2003. december 6. (21 éves)    | 1.75 m   | 0    | 0     | Associação Asa Stars           |

Szövetségi kapitány:  Jorge Rito